# Overesch
Overesch is een windmotor (molen) in de gemeente Raalte in de Nederlandse provincie Overijssel. Zijn officiële naam is 'De Amerikaanse Windmotor'.
De molen werd in 1920 bij de boerderij van de familie Overesch geplaatst. Na rond 1970 buiten bedrijf te zijn geraakt kwam de molen in verval. Na aankoop door een stichting en vervolgens verplaatsing en restauratie in 2003 is de molen weer maalvaardig. De vlucht is 3 meter en er zijn 18 schoepen. Overesch is de enige overgebleven windmotor in Overijssel.